# 판다 외교

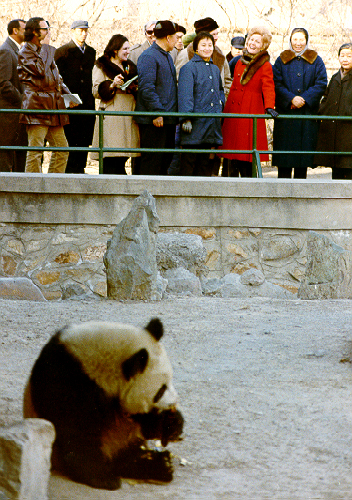
1972년 2월 베이징 동물원의 판다를 관람하는 미국 영부인 팻 닉슨

판다 외교는 외교의 수단으로 대왕판다를 중국에서 다른 나라로 보내는 행위이다. 1941년부터 1984년까지 중국은 판다를 다른 나라에 선물했다 . 1984년 정책이 변경된 후 판다는 선물 대신 임대의 형태로 바뀌었다. 다른 나라에서는 판다를 중국과의 관계를 상징하는 외교적 상징으로 인식하고 있다. 반환 사례로는 샹샹, 푸바오 등을 대표적인 예로 들 수 있다.

## 같이 보기
- 동물권
- 중화인민공화국의 대외 정책
- 홍콩해양공원
- 핑퐁 외교
- 1972년 리처드 닉슨의 중화인민공화국 방문
- 세계자연기금